# Arto Tschakmaktschian

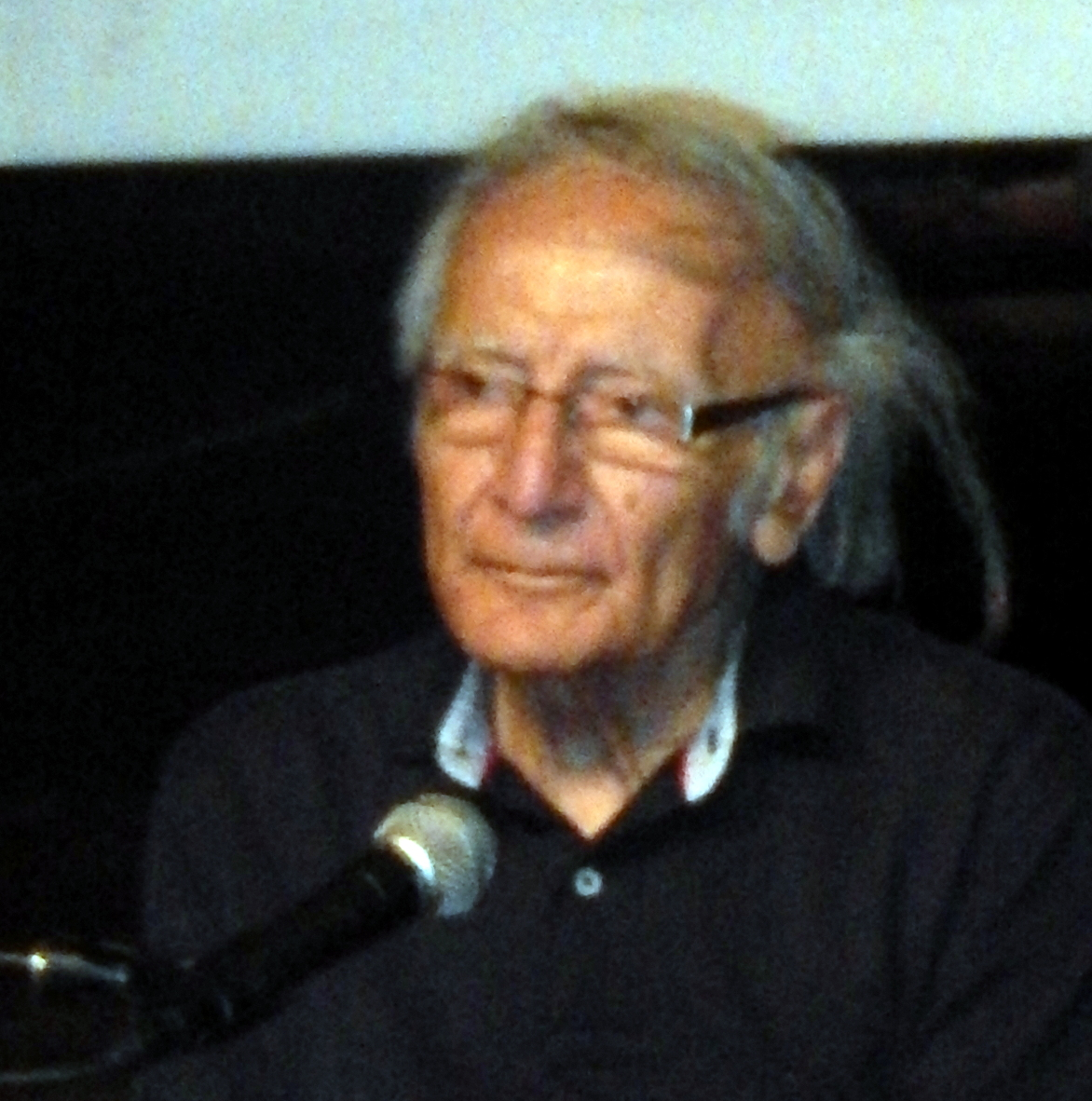
Arto Tschakmaktschian

Arto Tschakmaktschian (armenisch Արթօ Չաքմաքչեան; * 26. Juni 1933 in Kairo; † 1. Oktober 2019) war ein armenisch-sowjetisch-kanadischer Bildhauer und Hochschullehrer.

## Leben
Artos Vater war Buchhändler und Freund Wahan Malesjans. Arto besuchte das Armenische Nubarjan-Kolleg im Kairoer Stadtteil Heliopolis. Nach dem Zweiten Weltkrieg wanderte die Familie 1946 nach Jerewan aus. 1948 begann Arto seine künstlerische Ausbildung an der Terlemesjan-Kunsthochschule in Jerewan.
1962 gewann Arto auf der Internationalen Ausstellung für Moderne Keramik in Prag den ersten Preis für seine Skulptur Reclining Figure. Bei dem Wettbewerb des Moskauer Friedenskomitees gewann er den ersten Preis für das Denkmal für die Opfer von Hiroshima, das 1964 der Stadt Hiroshima von der UdSSR geschenkt wurde. 1969 erhielt er die Goldmedaille der Armenischen Jugendunion für seine Werke Mutter und Arno Babadschanjan, die von der Moskauer Tretjakow-Galerie erworben wurden. Einer der Hauptförderer seiner Kunst war der Kernphysiker Artem Alichanjan. Während eines Besuches in Jerewan besuchte Joseph Brodsky Artos Atelier.
1975 wanderte Arto nach Kanada aus. Seit 1978 lehrte er an der Université du Québec Bildhauerei und Malerei. 1984 gewann Arto den ersten Preis des Wilfrid-Pelletier-Wettbewerbs in Montreal für seine Büste von Wilfrid Pelletier, die in der Eingangshalle der Montrealer Place des Arts steht. Artos Werke wurden in international bedeutenden Museen ausgestellt, insbesondere auch im Pariser Louvre. 2010 gab es für ihn eine Ausstellung im Pariser Hauptquartier der UNESCO. Arto ist Mitglied der Canadian Academy of Fine Arts.

## Ehrungen
- Moses-von-Choren-Orden (Armenien, 2004)
- Letter of Recognition des Minister of Culture, Communications and Feminine Condition der Regierung von Québec (2009)
- Gregor-von-Narek-Medaille der University of California, Los Angeles (2009)
- Order of Honor der Republik Armenien (2015)[3]

## Werke

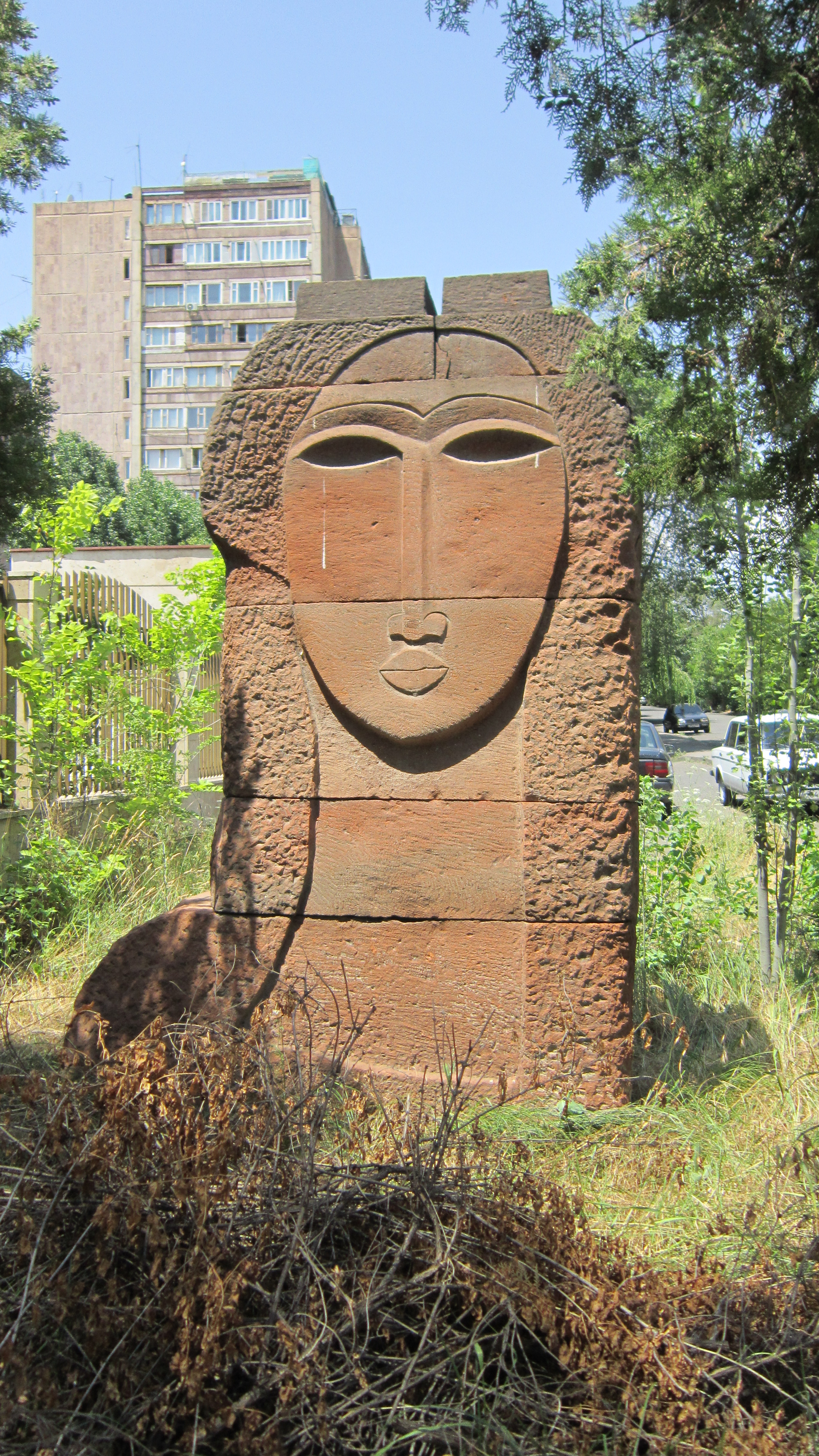
Armenische Sphinx (Arus), Jerewan